# Aporophyla albidior
Aporophyla albidior là một loài bướm đêm trong họ Noctuidae.